# Edenbach (Wieslauf)
Der Edenbach ist ein Waldklingenbach im Welzheimer Wald im Stadtgebiet von Welzheim im baden-württembergischen Rems-Murr-Kreis, der nach anfangs etwa nordöstlichem, dann länger etwa nordwestlichem Lauf von über 4 km Länge unterhalb der Laufenmühle der Stadt von links nach deren Flussknie in die Wieslauf mündet.

## Geographie

### Verlauf
Der Edenbach entspringt auf etwa 509 m ü. NHN einer Quelle weniger als 0,4 km nordöstlich des Welzheimer Weilers Eselshalden am Rand einer Flurbucht im Wald Bausche. Der schon bald und dann bis zur Mündung in geschlossenem Wald laufende Bach fließt auf seiner ersten Weghälfte nordöstlich bis allenfalls östlich. Er passiert dabei den Welzheimer Weiler Taubenhof auf der linken Randhöhe, nimmt danach von derselben Seite den Klingenbach aus dem Taubentäle auf, zieht dann am etwas ferner links auf der Höhe stehenden Weiler Vorderhundsberg vorbei und nimmt den Bach aus der von dort her zulaufenden Tiefen Klinge auf.
Wenig danach mündet nunmehr von rechts und Südosten her auf etwa 439 m ü. NHN der nahe bei Breitenfürst entstehende Weidenbach, sein bedeutendster Zufluss, aus dessen Tal kommend die Museumsbahn Obere Wieslauftalbahn nun am rechten Talhang verläuft. Auch ein Wanderweg folgt dem Bachlauf, der sich an der Weidenbach-Zumündung nach links auf nunmehr nordnordwestlichen bis nordwestlichen Lauf kehrt und danach kürzere Zuflüsse von links von Vorderhundsberg her und von rechts von nahe dem Bebauungsrand der Stadt Welzheim her aufnimmt. Dabei passiert er in einer winzigen Auenlichtung die Vorderhundsberger Sägmühle, den einzigen Wohnplatz, der unmittelbar am Lauf liegt. Weniger als 0,4 km vor der Mündung wird er auf 413,7 m ü. NHN linksseits vom Buchbach verstärkt, der wieder über einen Kilometer lang ist.
Die L 1080 Welzheim–Rudersberg steigt nun über die Bahngleise bis fast in den Talgrund ab, neben ihr durchläuft der Edenbach einen Stauweiher. Wenig nach diesem stürzt der Bach über einen Wasserfall ins dort schluchtartige Tal der Wieslauf und mündet dann auf rund 400 m ü. NHN unter dem Laufenmühle-Viadukt der Wieslauftalbahn von links in die Wieslauf, die hier eben am Beginn ihres Mittellaufes nach einer scharfen Kehre von südlichem auf nordwestlichen Lauf gewechselt ist.
Der Edenbach mündet nach einem 4,3 km langen Weg mit mittlerem Sohlgefälle von etwa 26 ‰ rund 109 Höhenmeter unterhalb seines Ursprungs.

### Einzugsgebiet
Der Edenbach hat ein 5,3 km² großes Einzugsgebiet, das innerhalb des Naturraums Schurwald und Welzheimer Wald zum Unterraum des Vorderen Welzheimer Waldes gehört. Das Gebiet ist auf den zugehörigen Liasplatten offen, wird dort ackerbaulich oder als Grünland genutzt und erreicht westlich der Welzheimer Sternwarte seine maximale Höhe von etwa 545 m ü. NHN, während die Tallagen weit überwiegend bewaldet sind.
Reihum grenzen die Einzugsgebiete der folgenden Nachbargewässer an:
- Im Nordosten liegt das Laufknie der aufnehmenden Wieslauf unmittelbar vor dem Zufluss des Edenbaches, deren Wasser über die Rems den Neckar erreicht;
- im Osten verläuft die hydrologisch bedeutendste Wasserscheide zur Lein, die den Neckar über den Kocher viel weiter abwärts speist;
- jenseits der südlichen Wasserscheide liegen nacheinander die Quellgebiete von Walkersbach, Bärenbach und zuletzt Urbach, der letzten rechten Remszuflüsse vor der Wieslauf;
- im Westen entspringen einige Quellen von Oberläufen des Tannbachs, des letzten größeren Zuflusses der Wieslauf vor ihrer Mündung in die Rems.

Bis auf einen weniger als 5 ha großen, unbesiedelten Waldzwickel der Gemeinde Rudersberg im Südwesteck etwas nördlich des außerhalb liegenden Welzheimer Weilers Eselshalden gehört das Einzugsgebiet ganz zum Gebiet der Kleinstadt Welzheim. Der einzige Siedlungsplatz im Tal selbst ist die Vorderhundsberger Sägmühle am Unterlauf mit nur zwei Gebäuden. Auf der nordwestlichen Liasplatte liegen die Welzheimer Weiler Taubenhof linksseits des obersten Laufs, Vorderhundsberg im Inneren des Laufknies und Lettenstich linksseits des untersten Laufs. Im Osten ragt ein schmaler Streifen der Bebauung von Welzheim selbst ins Einzugsgebiet. Im Südosteck steht ein großer Teil der neueren Gebäude des Weilers Breitenfürst innerhalb, im Süden ein Großteil der neueren Gewerbegebiete entlang der L 1150 in den Schwabäckern und den Reizenwiesen, etwas weiter westlich sitzt das Einzelanwesen Obere Bausche auf der im Süden etwa dieser Landesstraße folgenden Wasserscheide.

### Zuflüsse und Seen
Hierarchische Liste der Zuflüsse und  Seen, jeweils von der Quelle zur Mündung. Gewässerlänge, Seefläche, Einzugsgebiet und Höhe nach den entsprechenden Layern auf der Onlinekarte der LUBW. Andere Quellen für die Angaben sind vermerkt.
Auswahl.
Ursprung des Edenbachs auf etwa 509 m ü. NHN etwa 0,4 km nordöstlich von Welzheim-Eselshalden am Flurrand des Waldgewanns Bausche.
- (Bach aus dem Taubentäle, vielleicht auch aus der Heringsklinge oder der Häringsklinge), von links und Nordwesten auf 453,7 m ü. NHN[LUBW 6] etwa 0,6 km südlich von Welzheim-Vorderhundsberg, 0,6 km und ca. 0,6 km². Entsteht auf etwa 499 m ü. NHN am Beginn seiner Talklinge zwischen Welzheim-Taubenhof im Südwesten und Vorderhundsberg im Nordosten. Hat mehrere Quellarme.
- (Bach aus der Tiefen Klinge), von links und Nordwesten auf etwa 446 m ü. NHN südöstlich von Vorderhundsberg, ca. 0,4 km[LUBW 7] und wenig über 0,1 km². Entsteht auf etwa 498 m ü. NHN wenig südöstlich von Vorderhundsberg.
- Weidenbach, von rechts und Südosten auf etwa 439 m ü. NHN, 1,3 km und ca. 1,3 km². Entsteht auf etwa 490 m ü. NHN am Nordrand von Breitenfürst nahe dem ebenerdigen Bahnübergang über die Wieslauftalbahn der Stuttgarter Straße (L 1150). Zunächst unterirdischer Lauf.
An diesem Zufluss knickt der Edenbach auf nordnordwestlichen Lauf ab.
  - (Bach aus Richtung der Schwabäcker), von links und Südwesten auf etwa 452 m ü. NHN kurz vor einem Steg über den Weidenbach, 0,6 km und ca. 0,4 km². Entsteht auf etwa 500 m ü. NHN im Wald Rübländer nahe dem Flurrand zu den Schwabäckern.
- (Klingenbach von Vorderhundsberg her), von links und Westsüdwesten auf etwa 431 m ü. NHN etwas vor der Sägmühle bei Vorderhundsberg, 0,6 km und über 0,1 km². Entsteht auf etwa 516 m ü. NHN im Ortsbereich von Vorderhundsberg. Vor dem Eintritt in seine Klinge teils unterirdischer Lauf.
- (Bach von der Erdgrube), von rechts und Ostnordosten auf etwa 426 m ü. NHN gegenüber der Sägmühle, 0,5 km und unter 0,2 km². Entsteht auf etwa 508 m ü. NHN am oberen Rand des Talhangs Halde zum Feldgewann Erdgrube.
- Buchbach, von links und insgesamt Südwesten auf etwa 413 m ü. NHN gegenüber dem Parkplatz an der L 1080 Welzheim–Laufenmühle, 1,2 km und ca. 0,8 km². Der längste Oberlaufast entspringt auf etwa 520 m ü. NHN etwa 0,3 km östlich der Sternwarte Welzheim am oberen Hangwald des Buchs.
  - (Bach von der Kesselgrotte), von links und Nordwesten auf etwa 456 m ü. NHN, ca. 0,2 km[LUBW 7] und deutlich unter 0,1 km². Entsteht auf unter 500 m ü. NHN im Hangwald unter Welzheim-Lettenstich.
  - (Bach aus dem Reutegehren), von rechts und Süden auf etwa 433 m ü. NHN, 0,5 km und ca. 0,3 km². Entspringt auf etwa 485 m ü. NHN nördlich von Vorderhundsberg im oberen Hangwald Reutegehren.
- Durchfließt auf wenig über 410 m ü. NHN einen Teich nahe dem Parkplatz am unteren Talende des Edenbachs, 0,2 ha.
- Stürzt über einen Wasserfall ins Wieslauftal.

Mündung des Edenbachs von links und zuletzt Südosten auf etwa 400 m ü. NHN unter dem Viadukt der Wieslauftalbahn bei Welzheim-Laufenmühle gegen Ende von deren Laufknie in die Wieslauf. Der Bach ist 4,3 km lang und hat ein 5,3 km² großes Einzugsgebiet.

## Geologie
Die höchsten mesozoischen geologischen Schichten im Einzugsgebiet sind Formationen des tieferen Schwarzjura, der einen großen Teil der dort zumeist recht flachen Randhöhen im Nordwesten, Süden und Osten einnehmen. Die nordwestliche Platte erstreckt sich etwa zwischen den Welzheimer Orten Lettenstich, Taubenhof und  Vorderhundsberg, ein südlicher Rücken zieht im Bereich der L 1150 zwischen Eselshalden und Breitenfürst, im Osten ragt der Rand einer Platte ebenfalls nahe der dort nördlich weiterziehenden L 1150 am Westrand von Welzheim ins Einzugsgebiet. Diese Unterjura-Hochflächen sind jeweils von einem Band  Knollenmergel (Trossingen-Formation) gesäumt. Die tieferen Teile des Einzugsgebietes liegen darunter im Stubensandstein (Löwenstein-Formation).
Auf dem Unterjura und dem Knollenmergel liegt teilweise Lösssediment aus quartärer Ablagerung. Kleinflächig kommen am linken Hang des Weidenbachtals auch lössführende Fließerden vor. In den Talrinnen des Edenbachs selbst und seiner beiden größeren Zuflüsse Weidenbach und Buchbach liegt oft holozänes Auensediment.
Geotope sind ein aufgelassener Steinbruch im Oberen Stubensandstein wenig südlich von Lettenstich mit dicken Sandsteinbänken, die Kesselgrotte ostsüdöstlich dieses Ortes mit einer der landschaftstypischen, durch Erosion einer weicheren Sandsteinbank unter einer härteren entstandenen Hohlkehlen, einer weiteren ähnlichen solchen Grotte nordöstlich von Vorderhundsberg sowie der mündungsnahe Wasserfall des untersten Edenbachs über eine harte Bank des Unteren Stubensandsteins in die Wieslaufschlucht.
Der Geologische Pfad Welzheim führt an zwei der genannten Geotope vorbei.

## Flussgeschichte
Der Welzheimer Wald, der heute insgesamt zum Rhein entwässert, zeigt im Verlauf seiner Täler gleichwohl noch den „Kampf um die Wasserscheide“ zwischen dem rheinischen Abflusssystem und dem heute erst viel weiter östlich und südöstlich liegenden danubischen. Während die zunächst südwärts laufende obere Lein sich nahe im Osten auf Ostlauf zum Kocher wendet und danach ihre regelmäßig von Norden kommenden großen linken Zuflüsse aufnimmt, kehrt sich dagegen die Wieslauf nach ihrem ebenfalls nach Süden laufenden Obertal, ehedem ebenfalls ein Zufluss der Lein, an ihrem Flussknie an der Laufenmühle nach Nordwesten, Folge einer Flussanzapfung von der unteren Rems her, der auch der noch heute schluchtartige Talverlauf der Wieslauf etwa ab der Laufenmühle geschuldet ist. Der am Ende dieses Flussknies in die Wieslauf mündende Edenbach hat am oberen Ende des Nebentals seines größten Zuflusses Weidenbach am Bahnübergang bei Breitenfürst einen niedrigen Sattel zum Tal des kurzen Ropbachs, der noch heute nach östlichem Lauf in die obere Lein mündet, und jenseits des sich nicht sehr hoch darüber erhebenden Liasrückens um Breitenfürst läuft der Walkersbach etwa südöstlich zur Rems. Den heute ebenfalls auffällig scharfen Laufknick des Edenbachs nach Nordwesten an der Weidenbachmündung erklärt also wohl, das auch der Edenbach früher zum Flusssystem der Urbrenz gehörte und sein ehedem in südöstlicher Richtung durchflossenes heutiges Untertal danach von der schon rheinischen Wieslauf her angezapft wurde.

## Natur und Schutzgebiete
Der Edenbach fließt sehr naturnah mit beständigen kleinen Richtungswechseln und Mäandern durch sein fast überall mit Wald bestandenes Tal. Seine Sohle ist am Oberlauf bis drei, am Unterlauf bis fünf Meter breit und hat sandiges bis kiesiges Sediment. Am Unterlauf stürzt der Bach auch über einige kleine Felsabsätze. Die zulaufenden Seitentäler beginnen meist als Klingen an temporären Quellen, teils an Felsgrotten, anderswo wird Wasser aus der Felddrainage zugeleitet. An den oberen Einhängen des Tales liegen oft Wiesen mit vielen Feuchtflächen, die flacheren Höhen neben dem Bachtal werden dagegen meist beackert.
Zwei der Seitenklingen zeigen recht imposante Grottenbildungen, die als Naturdenkmale ausgewiesen sind, eine Felsenklinge bei der Vorderhundsberger Sägmühle und die Kesselgrotte nahe Lettenstich.
Der Talgrund des unteren Edenbaches liegt zum größeren Teil im Naturschutzgebiet Wieslaufschlucht und Edenbachschlucht. Der übrige Teil des Einzugsgebietes, besiedelte Flächen und deren Randgebiete allein ausgenommen, gehört dem Landschaftsschutzgebiet Gebiete um Welzheim und Walkersbacher Tal an, das gesamte Einzugsgebiet dem Naturpark Schwäbisch-Fränkischer Wald.

## Sehenswürdigkeiten
- Kesselgrotte bei Lettenstich
- Felsengrotte bei der Vorderhundsberger Sägmühle
- Viadukt an der Laufenmühle
- Sternwarte Welzheim

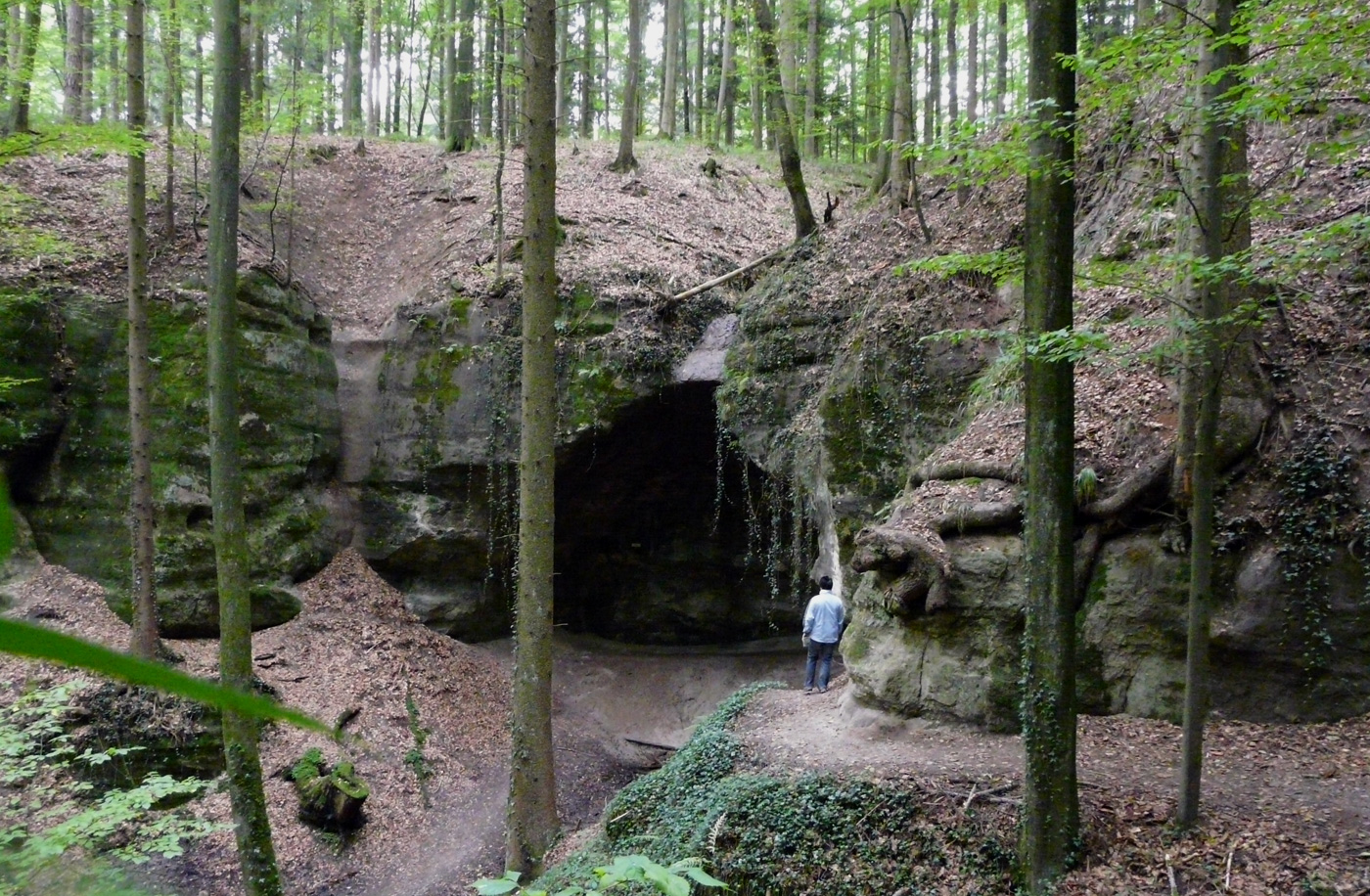
Kesselgrotte
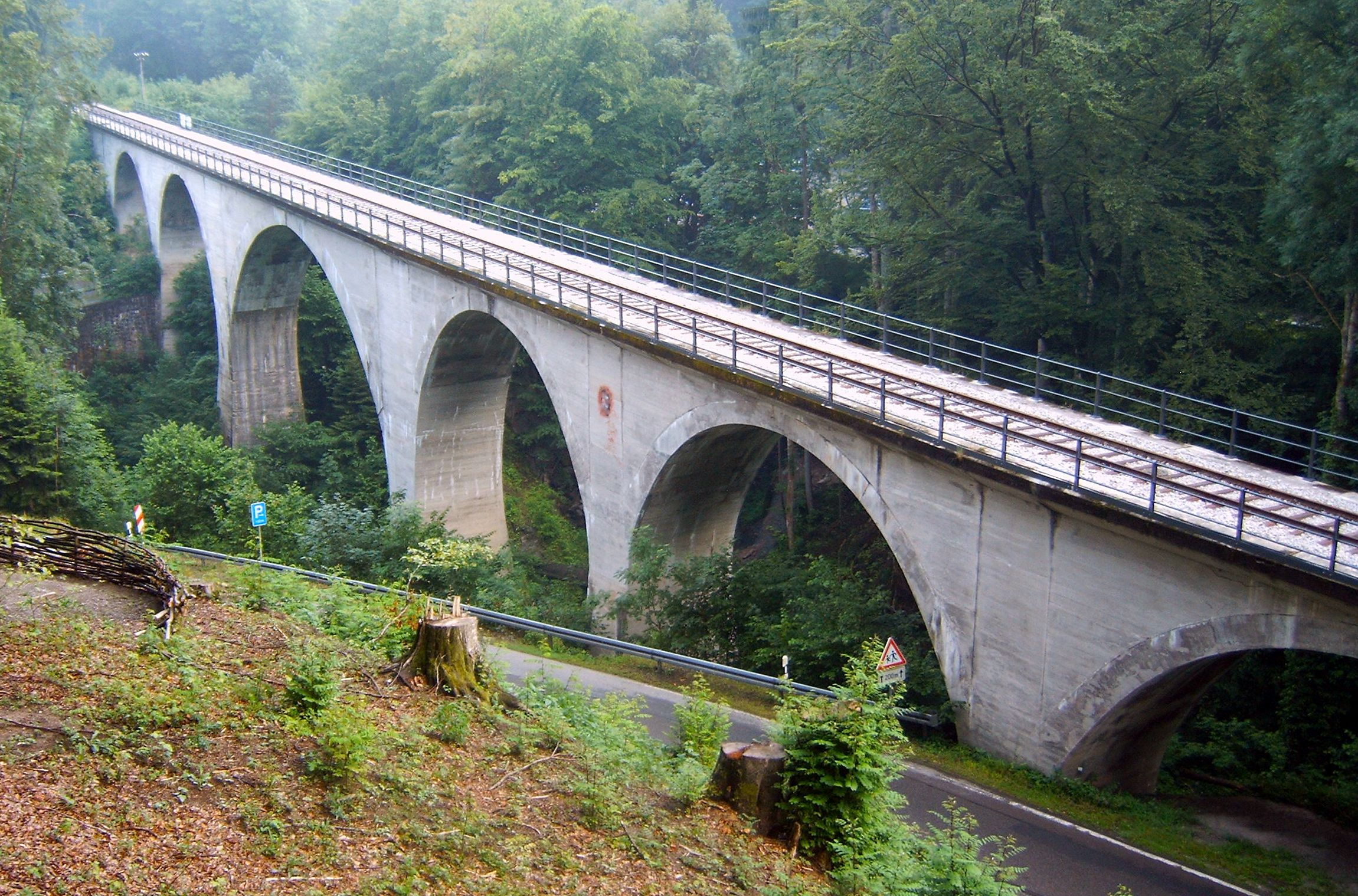
Laufenmühle-Viadukt
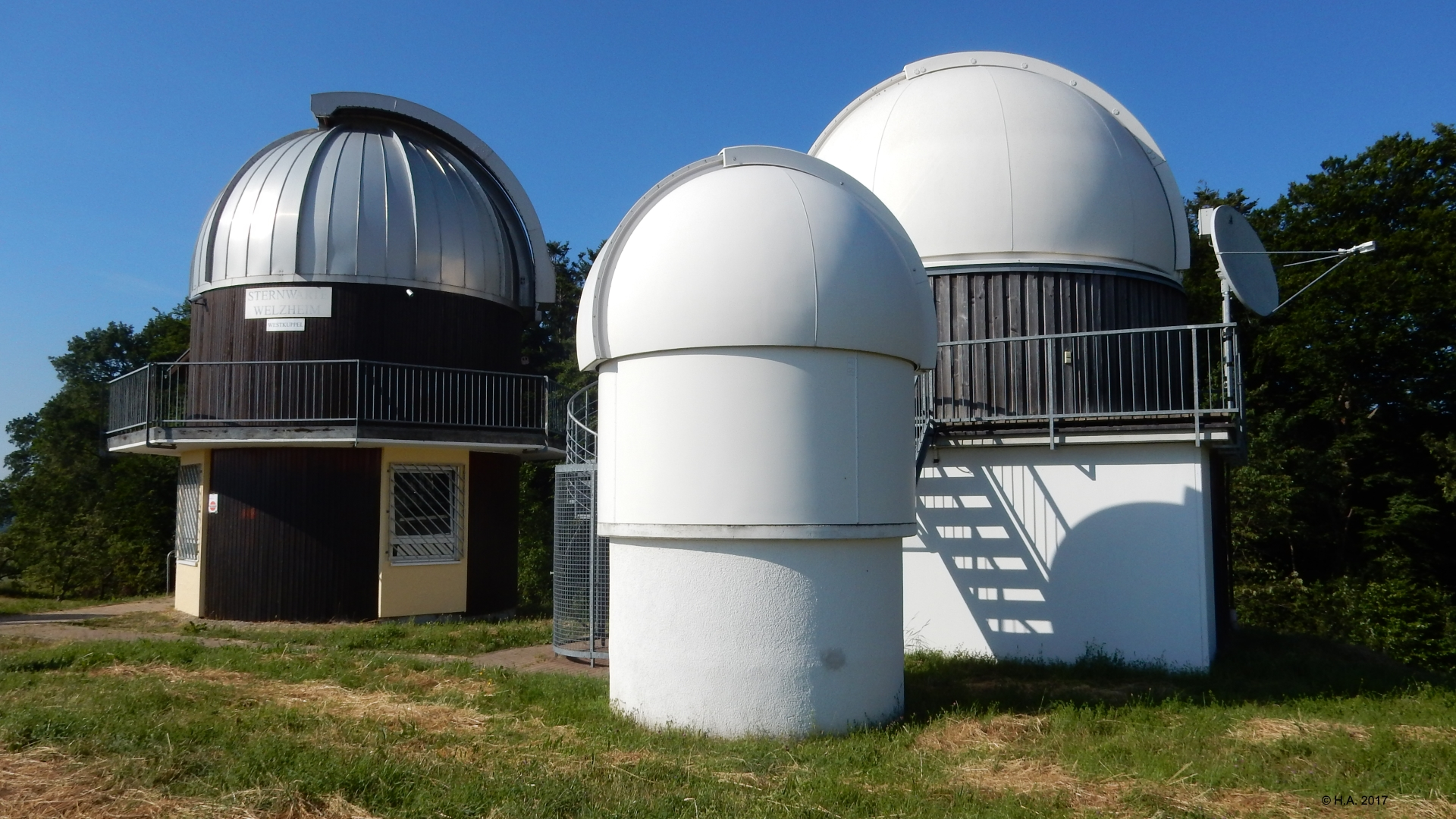
Sternwarte Welzheim

### LUBW
Amtliche Online-Gewässerkarte mit passendem Ausschnitt und den hier benutzten Layern: Lauf und Einzugsgebiet des Edenbaches

Allgemeiner Einstieg ohne Voreinstellungen und Layer: Daten- und Kartendienst der Landesanstalt für Umwelt Baden-Württemberg (LUBW) (Hinweise)
1. 1 2 3 4 5  Höhe nach dem Höhenlinienbild auf dem Hintergrundlayer Topographische Karte.
2. 1 2  Länge nach dem Layer Gewässernetz (AWGN).
3. 1 2  Einzugsgebiet nach dem Layer Basiseinzugsgebiet (AWGN).
4. ↑  Seefläche nach dem Layer Stehende Gewässer.
5. ↑  Einzugsgebiet abgemessen auf dem Hintergrundlayer Topographische Karte.
6. ↑  Höhe nach grauer Beschriftung auf dem Hintergrundlayer Topographische Karte.
7. 1 2  Länge abgemessen auf dem Hintergrundlayer Topographische Karte.
8. ↑  Geotope nach dem einschlägigen Layer.
9. ↑  Schutzgebiete nach den einschlägigen Layern, Natur teilweise nach dem Layer Biotop.

### Andere Belege
1. ↑  Hansjörg Dongus: Geographische Landesaufnahme: Die naturräumlichen Einheiten auf Blatt 171 Göppingen. Bundesanstalt für Landeskunde, Bad Godesberg 1961. → Online-Karte (PDF; 4,3 MB)
2. ↑  Geologie nach den Layern zu Geologische Karte 1:50.000 auf: Mapserver des Landesamtes für Geologie, Rohstoffe und Bergbau (LGRB) (Hinweise). Ein ähnliches Bild bietet die unter → Literatur aufgeführte geologische Karte.
3. ↑  Geologischer Lehrpfad Welzheim, Seite des Schwäbischer Wald Tourismus e.V., abgefragt am 21. Mai 2021